# Orune
Orune (en sard, Orune) és un municipi italià, dins de la província de Nuoro. L'any 2007 tenia 2.936 habitants. Es troba a la regió de Barbagia di Nuoro Limita amb els municipis de Benetutti (SS), Bitti, Dorgali, Lula, Nule (SS) i Nuoro. És un dels centres més importants del cantu a tenore, declarat Patrimoni de la Humanitat per la UNESCO.

## Administració
| Període | Identitat       | Partit        |
| ------- | --------------- | ------------- |
| 2005-   | Francesca Zidda | Llista Cívica |